# Maribor
Maribor o Máribor ([ˈmaːribɔr]ⓘ; en esloveno: Maribor) es una ciudad situada al noreste de Eslovenia. Tiene una población estimada, a inicios de 2023, de 96 209 habitantes.
Es la capital del municipio del mismo nombre.
Se ubica a orillas del río Drava, cerca de la frontera austríaca. Es la segunda ciudad más grande del país, tras Liubliana.
Maribor posee industrias de vehículos, productos químicos, aluminio y maquinaria agrícola. Su principal producto es el vino, así como las manzanas. Es nudo ferroviario y de carreteras, con gran tráfico internacional. Es conocida por su estación de esquí en Pohorje y su festival llamado Festival Lent.

## Historia
Fue fundada en el siglo XII y pronto se convirtió en la ciudad más importante de la Baja Estiria. Prueba de su antigüedad son la catedral (construida en el siglo XII) y el castillo (en el siglo XV).
Matías Corvino, rey de Hungría, la sitió inútilmente, en 1480 y 1481.
Como parte del ducado de Estiria formó parte del Imperio austrohúngaro. Antes de la Primera Guerra Mundial, la población se componía en un 80 % de alemanes y en un 20 % eslovenos. Como resultado muchos de los servicios públicos de la ciudad estaban en manos de la población germanófona. De acuerdo con el último censo austrohúngaro la ciudad estaba compuesta por 31 995 alemanes y 6151 eslovenos.
Durante la Primera Guerra Mundial muchos eslovenos fueron detenidos por ser considerados enemigos del Estado. Después de la disolución del Imperio austrohúngaro quedó incluida en el Reino de serbios, croatas y eslovenos, que a partir de 1929 se llamaría Reino de Yugoslavia. Después de la guerra muchos alemanes huyeron a Austria y se cerraron escuelas y otros servicios públicos alemanes y se llevó a cabo una política de desgermanización lo que resultó en que la población de lengua alemana se redujera al 25 % a finales de los años 30.
En 1941 la región fue anexionada a la Alemania Nazi, en abril de ese año Adolf Hitler visitó Maribor e instó a sus seguidores a hacer de Maribor otra vez una ciudad alemana. Durante la Segunda Guerra Mundial fue un centro importante de la industria militar y fue bombardeada intensamente por los aliados. Al terminar la guerra en 1945 la población alemana fue expulsada de la ciudad.
Tras la guerra, Máribor experimentó un gran auge industrial debido a su cercanía con Austria y fue incluida nuevamente en Yugoslavia hasta la independencia de Eslovenia, en 1991.

## Educación
En 1975 fue fundada en la ciudad la Universidad de Maribor (en esloveno: Univerza v Mariboru). Se trata de una universidad de carácter público, la segunda en tamaño de Eslovenia tras la Universidad de Liubliana. En 2012 contaba con unos 22.000 estudiantes y da empleo a unas 1800 personas. 

## Deporte
- NK Maribor juega en la Prva SNL, la Copa de Eslovenia y la Supercopa de Eslovenia, su estadio es el Estadio Ljudski vrt.
- RK Maribor Branik juega en la MIK 1. A y su estadio es el Tabor Hall.
- OK Nova KBM Branik juega en la Liga Eslovena de Voleibol y su estadio es el Polideportivo de Ljudski vrt.
- HDK Maribor juega en la Liga Eslovena de Hockey de Hielo y su estadio es el Tabor Ice Hall.
- AKK Branik Maribor es un equipo de baloncesto. Juega en la Slovenian Second League y su estadio es el Ljudski vrt Sports Hall.
- ŽNK Maribor es el equipo femenino que juega en la 1. SŽNL y su estadio es el Tabor Sports Park.
- Železničar Maribor fue un equipo fundado en 1927 se refundo en 1945 y desapareció en 2018, jugó en la Prva SNL y su estadio era el Tabor Sports Park.
- NK Branik Maribor fue un equipo fundado en 1949 y desapareció en 1960, jugaba en el Estadio Ljudski vrt
- ŽKK Maribor fue un equipo de baloncesto fundado en 1946 y desapareció en 2006, jugaba 1. Liga Yugoslava B y su estadio era el Tabor Hall.
- KK Maribor Messer juega en la 1. A slovenska košarkarska liga y su estadio es el Tabor Hall.

| Predecesor: Tallin Turku | Capital Europea de la Cultura junto con Guimaraes 2012 | Sucesor: Košice Marsella |